# Vereins-Bier-Brauerei zu Leipzig

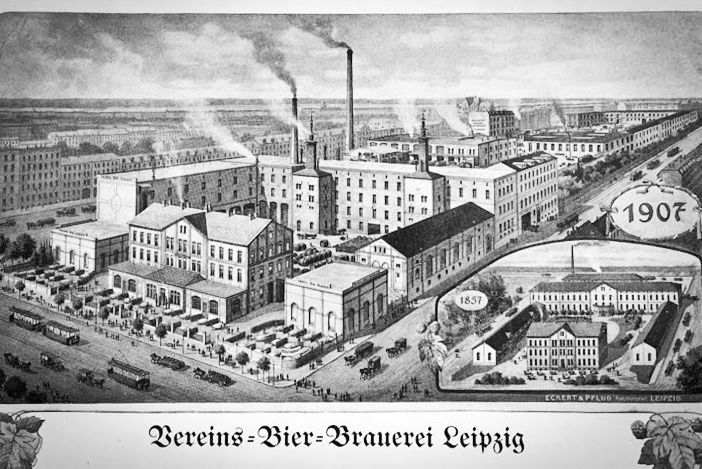
Vereins Bier Brauerei Leipzig 1907

Die Vereins-Bier-Brauerei zu Leipzig war eine Brauerei in der Inneren Südvorstadt von Leipzig. Die Brauerei wurde 1852 von Carl August Friedrich Lange als Langesche Bierbrauerei gegründet und später in die Vereins-Bier-Brauerei zu Leipzig umgewandelt. Nach einer Betriebszeit von 72 Jahren wurde die Brauerei 1924 geschlossen.

## Lage
Die Brauerei befand sich südlich von Leipzig in der Braustraße. Die Straße wurde im dritten Viertel des 19. Jahrhunderts in der Inneren Südvorstadt angelegt und erhielt am 6. Dezember 1858 ihren Namen nach der auf der Südseite der Straße, an ihrem Ostende liegenden Bierbrauerei. Auf dem Gelände befindet sich heute das Kulturzentrum Feinkost.

## Geschichte

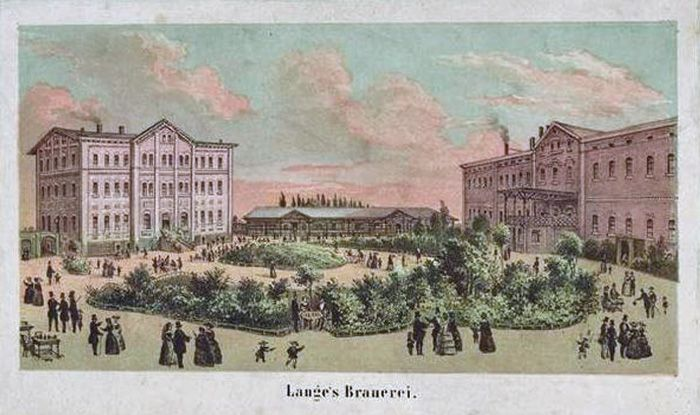
Die Brauerei mit Gästegarten und Restauration mit Ballsaal um 1855

Die Brauerei wurde 1852 von Carl August Friedrich Lange als Langesche Bierbrauerei gegründet. Mit Gästegarten und Restauration mit Ballsaal war sie ein beliebtes Ausflugsziel im Süden von Leipzig. Zum 2. Januar 1857 wurde sie in die Aktiengesellschaft Vereins-Bier-Brauerei zu Leipzig umgewandelt. Im Jahr 1887 war sie die zweitgrößte Brauerei der Stadt Leipzig nach Riebeck & Co. 1921 wurden das Braukontingent und die Betriebseinrichtung an die kleinere Brauerei C. W. Naumann in Leipzig-Plagwitz verkauft. Bis 1924 wurde noch Bier gebraut, am 25. März 1925 änderte sich der Name der Firma zu Grundbesitz-AG zu Leipzig und sie kümmerte sich fortan um die Verwaltung und Nutzung der eigenen Grundstücke auf dem heutigen Gelände des Kulturzentrums Feinkost.

## Galerie

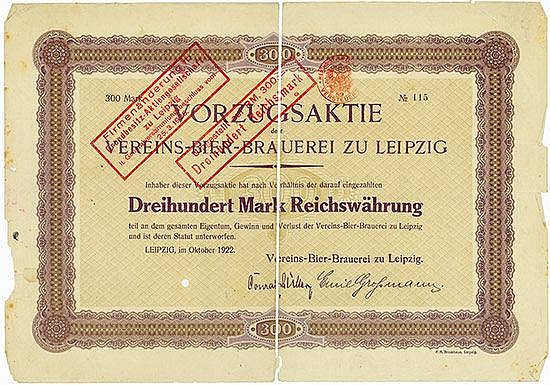
Aktie der Vereinsbrauerei Leipzig, 1922
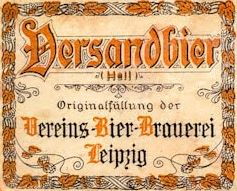
Etikett der Vereinsbrauerei Leipzig, Versandbier Hell
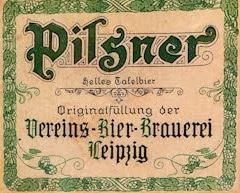
Etikett der Vereinsbrauerei Leipzig, Pilsner
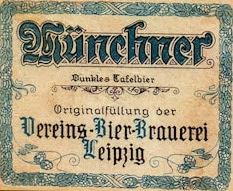
Etikett der Vereinsbrauerei Leipzig, Münchner Dunkles Tafelbier